# Kirsch
El kirsch (de l'alemany Kirsche que significa «cirera») és un aiguardent obtingut per la destil·lació del suc fermentat de les cireres.A diferència dels licors de cirera i els brandis de cirera, Kirschwasser no és dolç. De vegades es destil·la a partir de suc de cirera fermentat. Els alcohols blancs obtinguts per destil·lació de fruites són molt populars a les regions franceses d'Alsàcia, Franc Comtat i Lorena, i a Alemanya, Àustria i Suïssa.
La denominació de «kirsch suís» és protegida per la llei. El kirsch s'utilitza per a la preparació de la fondue.